# Giá trị thặng dư
Giá trị thặng dư là một trong những khái niệm trung tâm của kinh tế chính trị Marxist. Karl Marx đã nghiên cứu và đưa ra một số lý luận xung quanh khái niệm này trong các tác phẩm viết về kinh tế chính trị của ông. Nó được sử dụng để khẳng định lao động thặng dư của công nhân bị các nhà tư bản lấy đi, là nền tảng cho sự tích lũy tư bản.